# Дългокачулат орел
Дългокачулатите орли (Lophaetus occipitalis) са вид едри птици от семейство Ястребови (Accipitridae), единствен представител на род Lophaetus.
Разпространени са в Субсахарска Африка като предпочитат крайните области на горите, в близост до савани, реки или блата. Достигат дължина 53 – 58 сантиметра и маса 1,3 – 1,5 килограма при женските и 0,9 – 1,3 килограма при мъжките. Хранят се почти изцяло с гризачи.